# Geraldo Mesquita Júnior
Geraldo Gurgel de Mesquita Júnior (Fortaleza, 6 de novembro de 1948) é um advogado e político brasileiro do estado do Acre. Filho do político Geraldo Gurgel de Mesquita. Foi Senador da República pelo PMDB.
Foi secretário particular do governador e superintendente do Desenvolvimento de Áreas Estratégicas do Acre de 14 de fevereiro de 1977 a 15 de março de 1979.
Cursou Direito na Associação de Ensino Unificado do Distrito Federal (UDF) em Brasília, entre 1981 e 1987.
Em 1990 tornou-se representante do Governo do Estado do Acre em Brasília, cargo que ocupou até 1991. Já em 2000 foi chefe do Gabinete Civil do Governo do Estado do Acre. Em 2002 foi secretário extraordinário da Articulação Institucional, e procurador da Fazenda Nacional a partir de 1 de junho de 1993.
Foi eleito senador em 2002 pelo PSB com 104 993 votos (21,53% dos votos válidos) para o período 2003-2011.
Em outubro de 2005 desfiliou-se do PSOL, pelo qual teve uma rápida passagem ao sair do PSB, e posteriormente se filiou ao PMDB em janeiro de 2006.
Presidiu, por pouco tempo, o Parlamento do Mercosul.